# رنه ولک
رنه وِلِک (۲۲ اگوست ۱۹۰۳ در وین- ۱۱ نوامبر ۱۹۹۵ در همدن)، منتقد ادبی چکی-آمریکایی بود.

## آثار
- ادبیات و تحقیق ادبی (مجموعه مقالات)، قاسم صنعوی، فضل‌الله رضا، ژان کوکتو، رنه ولک، رنه سیفر، مارت روبر، اوستین وارن، مالکوم کاولی، سیما تقوی، ضیاء موحد (مترجم)، جلال ستاری (مترجم)، پرویز مهاجر (مترجم)، احمد سمیعی (مترجم)، ناشر: وزارت فرهنگ و ارشاد اسلامی، سازمان چاپ و انتشارات
- تاریخ نقد جدید، سعید ارباب شیرانی (مترجم)، ناشر: نیلوفر